# Europatitan
Europatitan (il cui nome significa "titano europeo") è un genere estinto di dinosauro sauropode somphospondylo vissuto nel Cretaceo inferiore, circa 125 milioni di anni fa (Barremiano-Aptiano), all'interno di quella che oggi è la Formazione Castrillo de la Reina, in Iberia.  Il genere contiene una singola specie, ossia E. eastwoodi, conosciuta da un esemplare relativamente completamente scoperto nei primi anni 2000. Europatitan rappresenta il titanosauro più completo rinvenuto finora in Europa. Il nome specifico, eastwoodi, dell'animale è stato dato in onore dell'attore e regista Clint Eastwood.

## Descrizione
L'esemplare su cui è stata descritta la specie E. eastwoodi rappresenta uno dei sauropodi titanosauriformi più completi conservati dal Cretaceo inferiore europeo, e mostra nove caratteristiche uniche o autapomorfie, riscontrate come dettagli anatomici delle vertebre cervicali, strutture lamellari delle vertebre dorsali, e altre caratteristiche uniche della scapola e costole dorsali. Europatitan era un dinosauro gigantesco con ossa di grandi proporzioni: costole dorsali erano lunghe 210 centimetri; la scapola lunga circa 165 centimetri, e una vertebra dorsale di 70 centimetri di altezza pur essendo incompleta. Le vertebre cervicali sono molto caratteristiche per la loro estrema pneumatizzazione e per l'altezza del loro centro, che arriva fino a 114 centimetri. Queste dimensioni consentono di ricostruire un collo estremamente lungo, come quello di Giraffatitan, Sauroposeidon ed Erketu. I paleontologi si riferiscono colloquialmente a questi animali come "dinosauri giraffa ", poiché diverse ipotesi propongono che il collo di questi dinosauri venisse tenuto quasi verticalmente al suolo, come le moderne giraffe. Se questa ipotesi fosse corretta, il capo di Europatitan si sarebbe trovato a circa 16 metri dal suolo, rendendolo uno dei più grandi dinosauri europei conosciuti. Gli autori della descrizione dell'animale hanno stimato che l'animale avesse una lunghezza totale di 27 metri (88,5 piedi), per un peso di 35 tonnellate.

## Classificazione
Secondo l'analisi filogenetica, Europatitan rappresenterebbe uno dei Somphospondyli più basali, in una posizione filogenetica vicina a Tendaguria e Sauroposeidon. L'analisi separa, inoltre, Europatitan dai brachiosauri e dai titanosauri. Europatitan offre nuove informazioni sulla dispersione iniziale dei somphospondyli durante il Cretaceo inferiore del Laurasia, che potrebbero aver avuto luogo in Europa. L'animale può essere incluso nella fauna "eurogondwánica" con un altro dinosauro di Burgos, Demandasaurus. L'origine di questi dinosauri sarebbe il risultato di uno scambio faunistico che si sarebbe verificato all'inizio del Cretaceo tra Gondwana e Laurasia.

## Storia della scoperta

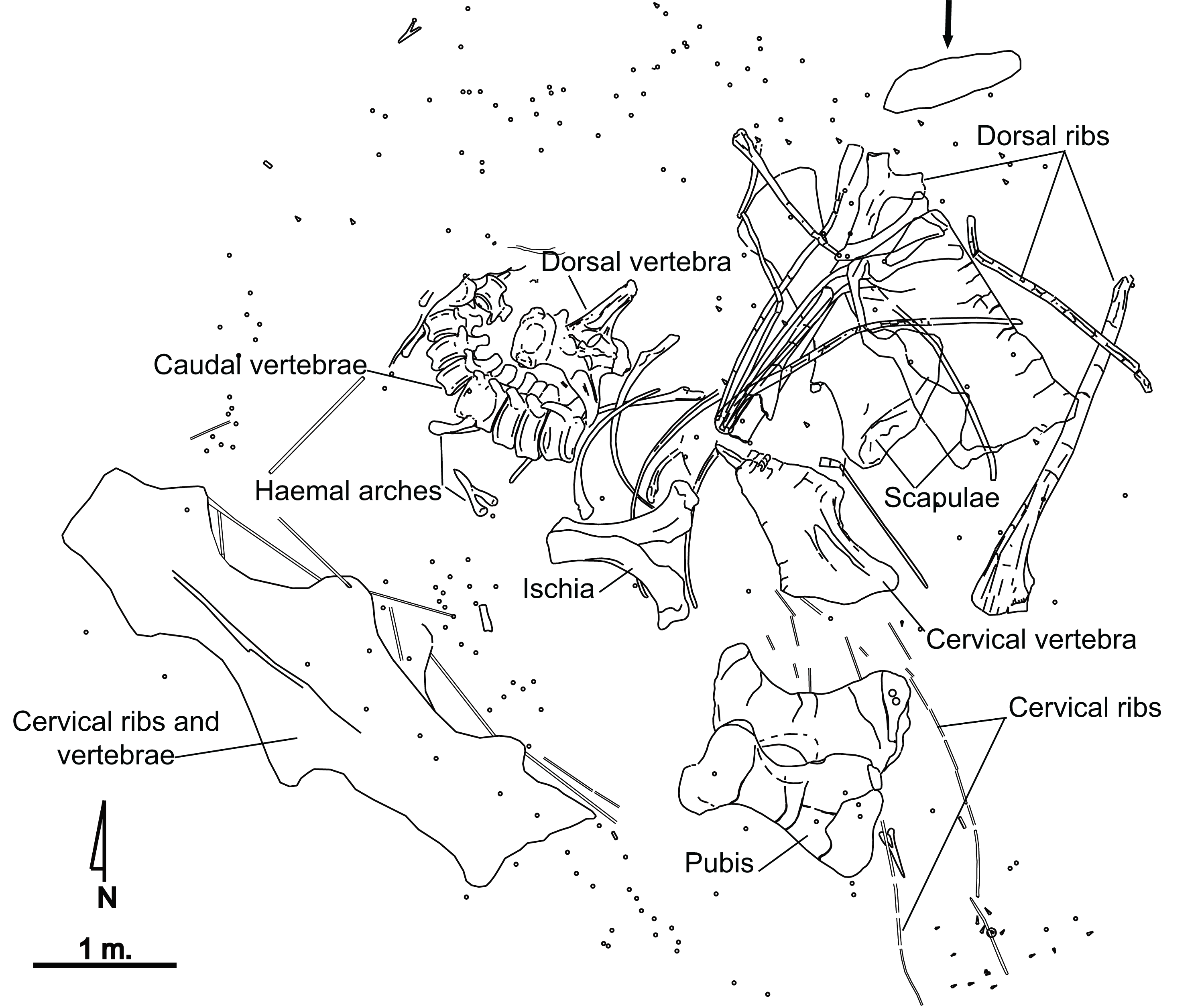
Mappa della disposizione dell'esemplare olotipo

Il genere Europatitan contiene solo una specie, ossia E. eastwoodi, il cui nome specifico è un omaggio all'attore e regista Clint Eastwood. I fossili di questo animali provengono dalla Formazione di Castrillo de la Reina presso il sito di Oterillo II, nella Sierra de la Demanda, Burgos, in Spagna, e conservati presso il Dinosaur Museum Salas de los Infantes. L'animale è stato descritto da Fidel Torcida Fernández-Baldor, José Ignacio Canudo, Pedro Huerta, Miguel Moreno-Azanza e Diego Montero.
Il sito Oterillo II era già stato oggetto di studio di tre campagne di scavo dal 2004 al 2006, finanziato dalla Junta de Castilla y León e la Fondazione per lo Studio dei Dinosauri in Castiglia e León. Tra i principali elementi anatomici raccolti, vi sono diversi vertebre cervicali, dorsali, diverse vertebre caudali, costole cervicali e toraciche, vari archi Hemal, due scapole, una coracoide, due metacarpi, due ischi e i due pube.